# Região Geográfica Intermediária de Campina Grande
A Região Geográfica Intermediária de Campina Grande é uma das quatro regiões intermediárias do estado brasileiro da Paraíba e uma das 134 regiões intermediárias do Brasil, criadas pelo Instituto Brasileiro de Geografia e Estatística (IBGE) em 2017. É composta por 72 municípios, distribuídos em quatro regiões geográficas imediatas.
Sua população total estimada pelo Instituto Brasileiro de Geografia e Estatística (IBGE) para 1º de julho de 2018 é de 1 137 188 habitantes, distribuídos em uma área total de 22 463,249 km².
Campina Grande é o município mais populoso da região intermediária, com 407 472 habitantes, de acordo com estimativas de 2018 do Instituto Brasileiro de Geografia e Estatística (IBGE).

## Regiões geográficas imediatas
| Região geográfica imediata | Municípios | População Estimativa 2018 | Área (km²) |
| -------------------------- | --- | ------------------------- | ---------- |
| Campina Grande             | Alagoa Grande Alagoa Nova Alcantil Algodão de Jandaíra Areia Areial Aroeiras Assunção Barra de Santana Barra de São Miguel Boa Vista Boqueirão Cabaceiras Campina Grande Caraúbas Caturité Cubati Esperança Fagundes Gado Bravo Gurjão Ingá Itatuba Juazeirinho Junco do Seridó Lagoa Seca Massaranduba Matinhas Montadas Olivedos Pocinhos Puxinanã Queimadas Remígio Riachão do Bacamarte Riacho de Santo Antônio Santa Cecília Santo André São Domingos do Cariri São João do Cariri São Sebastião de Lagoa de Roça São Vicente do Seridó Serra Redonda Soledade Taperoá Tenório Umbuzeiro | 934 399                   | 12 695,644 |
| Cuité-Nova Floresta        | Baraúna Barra de Santa Rosa Cuité Damião Frei Martinho Nova Floresta Nova Palmeira Pedra Lavrada Picuí Sossêgo | 94 200                    | 3 523,895  |
| Monteiro                   | Camalaú Monteiro Ouro Velho Prata São João do Tigre São Sebastião do Umbuzeiro Zabelê | 56 296                    | 3 237,538  |
| Sumé                       | Amparo Congo Coxixola Livramento Parari São José dos Cordeiros Serra Branca Sumé | 52 293                    | 3 006,172  |
| Total                      | 72 | 1 137 188                 | 22 463,249 |